# Mark Owuya
Mark Aloysius Opoya Owuya (* 18. července 1989 Huddinge u Stockholmu) je švédský hokejový brankář, který hraje American Hockey League za Toronto Marlies.
Je odchovancem Djurgårdens IF Hockey, kde hrál za mládežnické týmy, v letech 2008–2010 byl na hostování v týmech Almtuna IS a Mora IK. V sezóně 2010–2011 se vrátil do mateřského klubu v Elitserien, kde se stal jedničkou. V roce 2007 byl druhým nejlepším brankářem v draftu NHL. Je držitelem stříbrné medaile z juniorského mistrovství světa 2009.
Měří 187 cm, váží 90 kg. Je jedním z mála hráčů tmavé pleti ve švédském hokeji – jeho otec pochází z Ugandy, matka z Ruska. Jeho koníčkem je rapový zpěv, s nímž také vystupoval v televizi.
V dubnu 2011 podepsal Mark Owuya kontrakt s klubem Toronto Maple Leafs, účastníkem zámořské NHL. Do brány se ale nedostal a skončil na farmě v Toronto Marlies a Reading Royals.